# Ворыпаево (городской округ Подольск)
Ворыпаево — деревня в Подольском районе Московской области России. Входит в состав сельского поселения Стрелковское (до середины 2000-х — Брянцевский сельский округ). Была основана в 1937 году.

## Население
Согласно Всероссийской переписи, в 2002 году в деревне проживало 11 человек (7 мужчин и 4 женщины). По данным на 2005 год в деревне проживало 12 человек.

## Расположение
Деревня Ворыпаево расположена примерно в 9 км к северо-востоку от центра города Подольска. Ближайшие населённые пункты — деревни Большое Брянцево и Макарово.